# Patrizia Valturri
Patrizia Valturri, née Patrizia Valignani di Turri à Venise en 1949,, est une actrice italienne et une présentatrice de télévision.

## Biographie
Patrizia Valturri se destinait à la danse classique quand elle est invitée par Pietro Germi à jouer dans Ces messieurs dames (Signore & signori) en 1965. Elle commence aussi à la télévision dans Caravaggio, dans le rôle de Lena. Glauco Pellegrini fait d'elle une présentatrice de son émission sur les musiques de films dans le monde : Giro del mondo, avec Paola Pitagora et Graziella Granata.

## Filmographie partielle

### Cinéma
- 1965 : Ces messieurs dames (Signore & signori) de Pietro Germi
- 1967 : Johnny le bâtard (John il bastardo) d'Armando Crispino : Edith
- 1967 : Soldati e capelloni (it) d'Ettore Maria Fizzarotti
- 1967 : Tire encore si tu peux (Se sei vivo spara) de Giulio Questi : Elizabeth
- 1968 : Le Sadique de la treizième heure (Nude... si muore) d'Antonio Margheriti : Denise
- 1968 : Je vends cher ma peau (Vendo cara la pelle) d'Ettore Maria Fizzarotti
- 1969 : Le Secret de Santa Vittoria (The Secret of Santa Vittoria) de Stanley Kramer : Angela
- 1971 : Mio padre monsignore (it) d'Antonio Racioppi : Maria Antonia
- 1974 : L'Abbesse de Castro (La Badessa di Castro) d'Armando Crispino

### Télévision
- 1966 : Les Espions (I Spy), série télévisée : épisode 2-4 La Vendetta : Alice
- 1967 : Caravaggio, feuilleton télévisé de Silverio Blasi : Lena
- 1968 : Il giro del mondo, émission de Glauco Pellegrini : animatrice[4],[5]
- 1972 : Les Évasions célèbres, épisode L'Évasion de Casanova : Clélia
- 1972 : Les Évasions célèbres, épisode Benvenuto Cellini : Lelia